# Кросно-Оджаньске (гмина)
Кросно-Оджаньске (пол. Krosno Odrzańskie) — гмина (волость) в Польше, входит как административная единица в Кросненский повет, Любушское воеводство. Население — 18 458 человек (на 2008 год).

## Сельские округа
1. Белюв
2. Бжузка
3. Венжыска
4. Гостхоже
5. Камень
6. Лоховице
7. Марциновице
8. Морско
9. Новы-Радушец
10. Осечница
11. Радница
12. Ретно
13. Сарбя
14. Сарне-Ленги
15. Стары-Радуш
16. Струменно
17. Хойна
18. Хыже
19. Чарново
20. Четовице
21. Шклярка-Радницка

## Соседние гмины
1. Гмина Бобровице
2. Гмина Бытница
3. Гмина Домбе
4. Гмина Губин
5. Гмина Машево
6. Гмина Червеньск